# Galway (villa)
Galway es una villa ubicada en el condado de Saratoga en el estado estadounidense de Nueva York. En el año 2000 tenía una población de 214 habitantes y una densidad poblacional de 322 personas por km².

## Geografía
Galway se encuentra ubicada en las coordenadas 43°1′0″N 74°2′2″O / 43.01667, -74.03389.

## Demografía
Según la Oficina del Censo en 2000 los ingresos medios por hogar en la localidad eran de $32,000, y los ingresos medios por familia eran $33,750. Los hombres tenían unos ingresos medios de $27,500 frente a los $19,821 para las mujeres. La renta per cápita para la localidad era de $18,299. Alrededor del 25.4% de la población estaban por debajo del umbral de pobreza.